# Parafia św. Aleksandra w Kijowie
Parafia św. Aleksandra w Kijowie – jedna z pięciu parafii rzymskokatolickich znajdujących się w Kijowie.
Msze święte odprawiane są przede wszystkim w językach polskim i ukraińskim, raz na tydzień także w angielskim, rosyjskim i niemieckim. Siedzibą parafii jest znajdująca się w centrum miasta XIX-wieczna konkatedra pod tym samym wezwaniem.